# Emanuelle nera

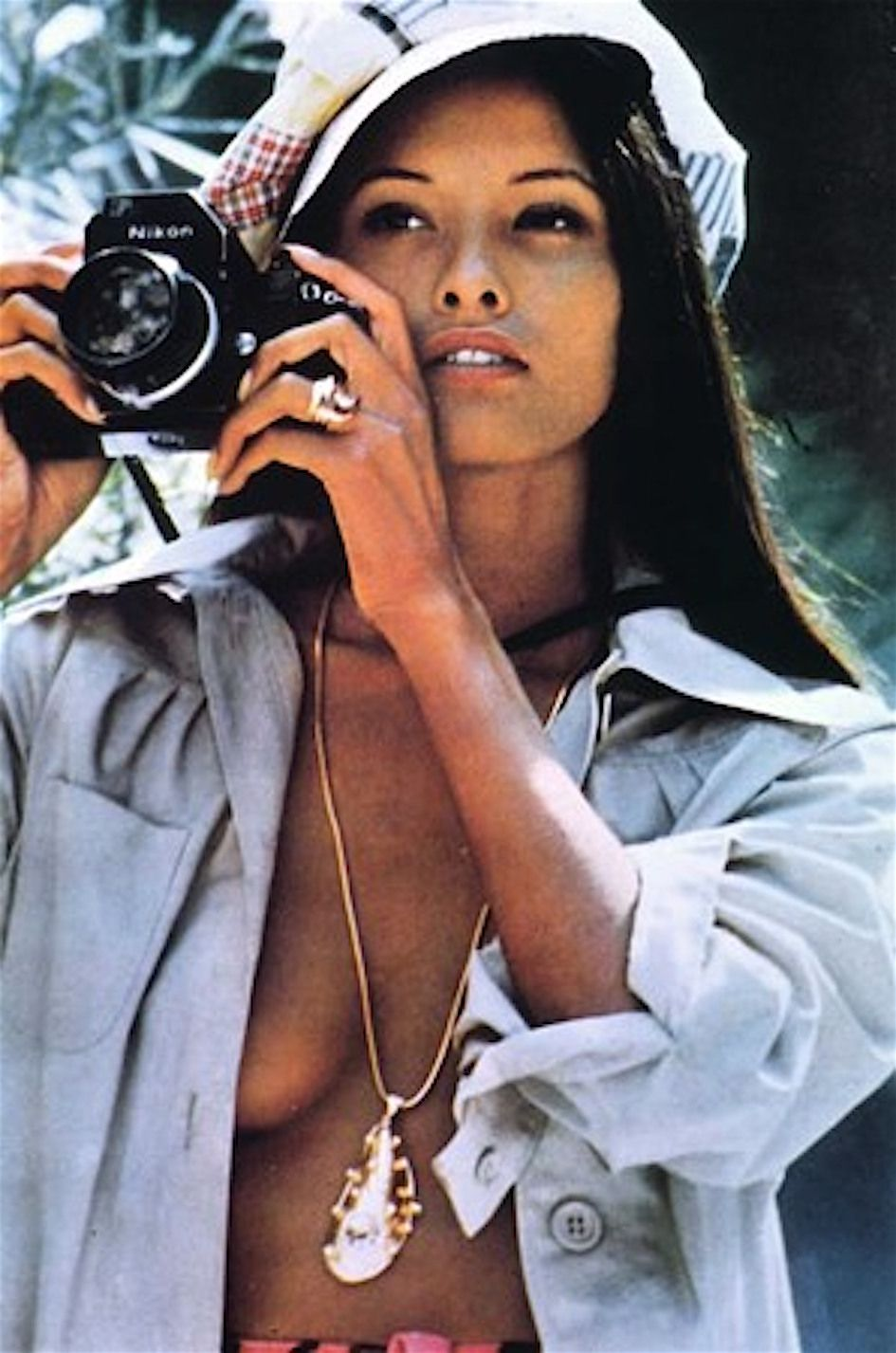
Emanuelle (Laura Gemser) nel primo capitolo della saga del 1975

Emanuelle nera è una serie italiana di film erotici di ambientazione esotica, realizzati tra la metà degli anni settanta e i primi anni ottanta.

## La serie
I film italiani si ispirarono alla serie cinematografica francese tratta dal romanzo Emmanuelle, cominciata con l'omonimo film nel 1974 ed interpretata dall'attrice olandese Sylvia Kristel. 
La serie italiana iniziò con la pellicola Emanuelle nera (1975) di Albert Thomas, pseudonimo del regista Adalberto Albertini. L'Emanuelle italiana ha una sola emme nel nome ed è una fotoreporter interpretata dall'attrice indonesiana Laura Gemser. Quest'ultima esordì al cinema l'anno precedente nel film Amore libero - Free Love interpretando la protagonista Janine e facendosi già allora accreditare come Emanuelle al fine di cavalcare l'onda del successo del film francese uscito poco tempo prima. Inoltre nel 1975 ebbe un piccolo ruolo in Emmanuelle l'antivergine, secondo capitolo della saga originale francese, in cui interpretò il ruolo di una massaggiatrice. Anche nel primo film della serie italiana Laura Gemser fu accreditata semplicemente come Emanuelle e fu solo a partire dai capitoli seguenti che poté utilizzare il suo vero nome. In seguito al successo della serie di Emanuelle nera, Amore libero venne distribuito all'estero come The Real Emanuelle o Emanuelle... Amor libre.
La serie di Emanuelle nera divenne realmente popolare con il film successivo, Emanuelle nera - Orient Reportage diretto da Joe D'Amato nel 1976. Basato su un copione di Piero Vivarelli e Ottavio Alessi incentrato sulla figura di Oriana Fallaci, il distributore Edmondo Amati decise di cambiare titolo e protagonista. Contemporaneamente Albertini diresse Emanuelle nera nº 2, ma al posto della Gemser, ormai co-optata da D'Amato, come protagonista venne scelta Shulamith Lasri, una modella d'origine orientale mai più apparsa altrove. D'Amato diresse quasi tutti gli altri episodi e definì i tratti distintivi di Emanuelle: una donna forte e indipendente, che viene coinvolta in varie inchieste come la tratta delle bianche o le perversioni sessuali. La Gemser diventerà una vera e propria icona del genere erotico italiano.
I film disponevano di un discreto budget e furono girati in paesi diversi, tanto che nel lungometraggio Emanuelle - Perché violenza alle donne?, Emanuelle fa il giro del mondo. I film sono una contaminazione di più generi, dall'erotico al porno, dallo spionistico all'horror, come in Emanuelle e gli ultimi cannibali dove la protagonista è alle prese con i cannibali. La serie ebbe un gran riscontro ai botteghini: Emanuelle nera incassò 935 milioni di lire, Emanuelle in America 636 milioni, Emanuelle e gli ultimi cannibali 563 milioni. Nati softcore, cioè senza scene di sesso esplicito, alcuni di loro vennero "rinforzati" con scene hard fatte appositamente per i mercati nord europei e in cui non comparivano né la Gemser né gli altri attori principali, a partire da Emanuelle in America (ma già in Emanuelle nera - Orient Reportage avevano girato scene hard), di cui si ricorda la scioccante sequenza di tortura ad un gruppo di giovani donne (presente adesso anche nel DVD italiano), fatta all'epoca passare per un vero snuff movie.
La serie fu completata da Bruno Mattei, che girò contemporaneamente Violenza in un carcere femminile e Blade Violent - I violenti, facendo virare la serie verso il women in prison. 
La "via italiana" ora è spesso più celebrata di quella francese.

## Film apocrifi
Come successe per Django e altri personaggi di successo del cinema italiano, anche Emanuelle nera, pur essendo nata come apocrifo del personaggio francese, diede vita ad una serie di film (spesso a bilancio ristretto) il cui aggancio con la serie originale spesso si fermava al titolo o al nome della protagonista. Il titolo più famoso rimane Emmanuelle bianca e nera (con due emme), uscito nel 1976 in cui non recitò Laura Gemser. La Gemser interpretò un personaggio chiamato sempre Emanuelle in Velluto nero (1976), Suor Emanuelle (1977) o I mavri Emmanouella (film greco del 1980 noto in Italia come Sexy Moon), film che non hanno nulla a che vedere con Emanuelle nera.
Si tentò inoltre di lanciare un personaggio simile, Emy Wong, col film Il mondo dei sensi di Emy Wong, noto internazionalmente come Yellow Emanuelle, del 1977 diretto dal già citato Bitto Albertini (qui firmatosi Albert Thomas), con protagonista l'attrice cinese Chai Lee (nata a Canton). Tuttavia il progetto nacque per non andare oltre questo episodio, dal momento che alla fine del film la protagonista si suicida.
All'estero molti film con protagonista Laura Gemser vennero distribuiti con titoli che richiamassero Emanuelle, nonostante l'attrice interpretasse altri personaggi con nomi completamente diversi. Un esempio è La Spiaggia del desiderio, film del 1976 diretto da Enzo D'Ambrosio, che venne intitolato Emanuelle on Taboo Island negli Stati Uniti, Emanuelle de l'île Taboo in Francia, Emanuelle - Kielletyt ilot (lett. "Piaceri proibiti") in Finlandia e Emanuelle - Insel ohne Tabus (lett. "L'isola senza tabù") in Germania anche se la Gemser interpretava una abitante di un'isola deserta di nome Haidè ("Ritorna Emanuelle" venne scritto anche nelle locandine italiane). Situazioni analoghe si presentarono con Amore libero - Free Love (1974), Eva nera (1976), Die Todesgöttin des Liebescamps (1981), Messo comunale praticamente spione, La belva dalla calda pelle, Il mondo perverso di Beatrice (1982) e Voglia di guardare (1986).
Il film Emanuelle e Françoise (Le sorelline) diretto da Joe D'Amato e Bruno Mattei nel 1975 non ha niente a che vedere con la serie di Emanuelle nera.

## Filmografia

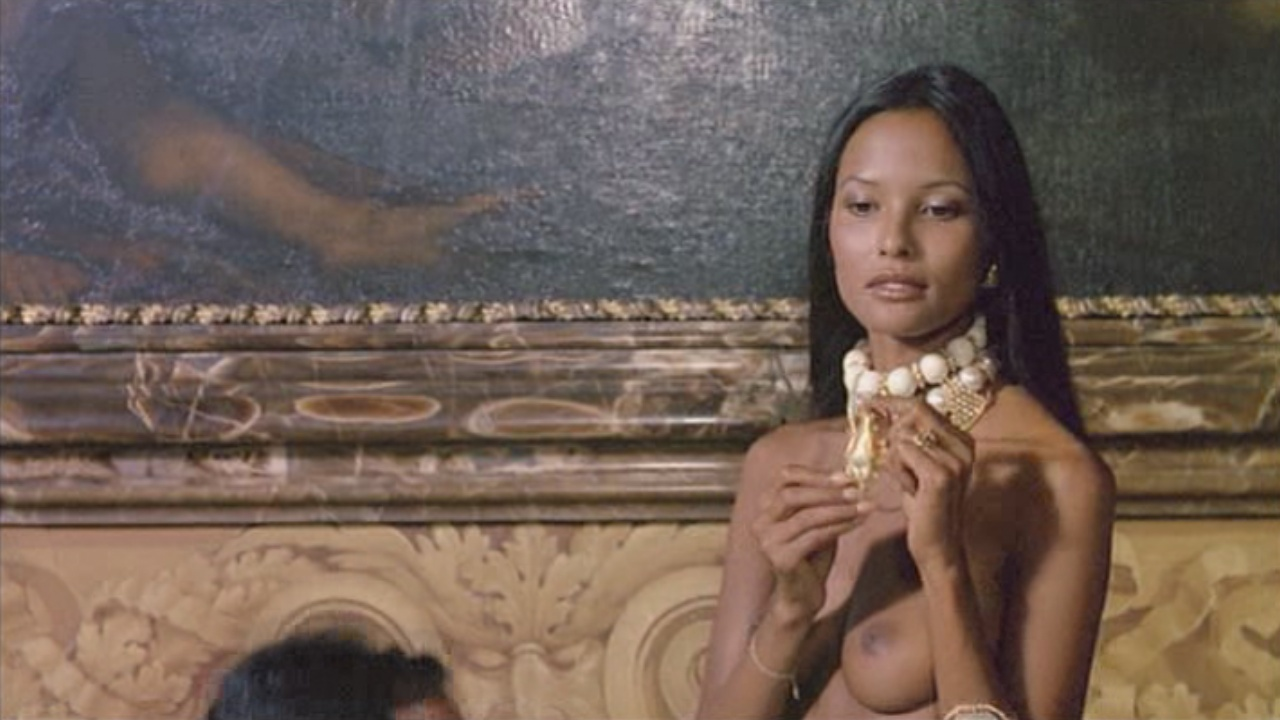
Emanuelle in America (1976)

### Serie ufficiale
1. Emanuelle nera, regia di Bitto Albertini (1975)
2. Emanuelle nera - Orient Reportage, regia di Joe D'Amato (1976)
3. Emanuelle in America, regia di Joe D'Amato (1976)
4. Emanuelle - Perché violenza alle donne?, regia di Joe D'Amato (1977)
5. Emanuelle e gli ultimi cannibali, regia di Joe D'Amato (1977)
6. La via della prostituzione, regia di Joe D'Amato (1978)
7. Violenza in un carcere femminile, regia di Bruno Mattei (1982)
8. Blade Violent - I violenti, regia di Bruno Mattei (1983)

### Altri film
- Emanuelle nera nº 2, regia di Bitto Albertini (1976)
- Le notti porno nel mondo, regia di Bruno Mattei e Joe D'Amato (1977)
- Emanuelle e le porno notti nel mondo n.2, regia di Bruno Mattei e Joe D'Amato (1978)